# Ne le dis à personne (film, 2006)
Pour les articles homonymes, voir Ne le dis à personne.
Pour plus de détails, voir Fiche technique et Distribution.
Ne le dis à personne est un film à suspense français écrit et réalisé par Guillaume Canet, sorti en 2006. Il s'agit d'une adaptation du roman éponyme d'Harlan Coben paru en 2001.

## Synopsis
Alexandre « Alex » Beck (François Cluzet) est médecin pédiatre. Il file le parfait amour avec Margot (Marie-Josée Croze) qui s'occupe de jeunes en difficulté. Ils se sont rencontrés enfants et ne se sont jamais quittés depuis. 
Un soir, lors d'une baignade au clair de lune, ils sont agressés par plusieurs inconnus. Alexandre est blessé, assommé et tombe dans l'étang. Margot est tuée de manière brutale. Il est retrouvé inconscient sur le ponton, il n'a pourtant pas pu se sortir seul de l'eau. Pendant qu'Alexandre est dans le coma, c'est Jacques Laurentin (André Dussollier), officier de gendarmerie, père de Margot, qui identifie son corps défiguré à la morgue.
Huit ans plus tard, hanté par cette épreuve, Alexandre a du mal à surmonter cette tragédie et à se remettre sur pied. À la date anniversaire du drame, il reçoit un curieux message électronique anonyme, l'invitant à ouvrir un lien à une heure précise. Lorsqu'il suit ce lien à l'heure dite, il voit une vidéo d'une femme ressemblant à Margot. Est-ce vraiment elle sur cette vidéo ? Est-elle encore en vie ? Et si oui, que s'est-il réellement passé il y a huit ans ? Il questionne son beau-père, qui réagit avec colère à cet interrogatoire. Deux cadavres viennent d'être découverts, près de l'endroit où le couple avait été agressé. Des photos de Margot, le visage tuméfié, sont transmises à la police. 
À la suite de ces nouveaux éléments, l'enquête est rouverte. En tentant de répondre à ces questions, Alexandre éveille les soupçons de la police et se fait arrêter à l'hôpital. Il parvient à s'enfuir mais s'attire les foudres d'une bande de tueurs, hommes de main de Gilbert Neuville (Jean Rochefort), puissant personnage politique. 
Heureusement, dans sa cavale, il peut compter sur l'aide précieuse de Bruno (Gilles Lellouche), voyou dont il avait soigné plusieurs fois le fils victime d'une grave maladie génétique ; et sur la perspicacité du commandant de police chargé de l'affaire,.

## Fiche technique
- Titre original : Ne le dis à personne
- Titre international : Tell No One
- Réalisation : Guillaume Canet
- Scénario : Guillaume Canet et Philippe Lefebvre, inspiré du roman homonyme d'Harlan Coben
- Décors : Philippe Chiffre
- Costumes : Carine Sarfati
- Photographie : Christophe Offenstein
- Montage : Hervé de Luze
- Musique : -M-
- Production : Alain Attal
- Production déléguée : Luc Besson et Pierre-Ange Le Pogam
- Sociétés de production : Les Productions du Trésor, M6 Films, Caneo Films et EuropaCorp
- Soutien à la production : Canal +, Région Ile-de-France, CinéCinéma et M6
- Budget : 11 700 000 euros[3]
- Pays de production : France
- Langue originale : français
- Format : couleur — 35 mm (Kodak, Super 35 (en)) — 2,35:1 — Panavision anamorphique — son Dolby Digital / DTS
- Genre : thriller
- Durée : 125 minutes
- Dates de sortie :
  - Belgique, France, Suisse : 1er novembre 2006
- Classification :
  - France : tous publics avec avertissement

## Distribution
- François Cluzet : Alexandre « Alex » Beck, pédiatre
- Marie-Josée Croze : Margot Beck, épouse d'Alexandre et fille de Jacques
- André Dussollier : Jacques Laurentin, gendarme officier retraité
- Kristin Scott Thomas : Hélène Perkins, compagne d’Anne
- François Berléand : Éric Levkowitch,
- Nathalie Baye : Élisabeth Feldman, avocate
- Jean Rochefort : Gilbert Neuville, personnage politique
- Marina Hands : Anne Beck, sœur d’Alexandre et compagne d’Hélène
- Gilles Lellouche : Bruno, voyou et ami d'Alexandre
- Philippe Lefebvre : Philippe Meynard
- Florence Thomassin : Charlotte Bertaud, meilleure amie de Margot
- Olivier Marchal : Bernard Valenti
- Guillaume Canet : Philippe Neuville, fils de Gilbert et pédophile
- Brigitte Catillon : le capitaine Barthas
- Samir Guesmi : le lieutenant Saraoui
- Jean-Pierre Lorit : l'adjudant-chef la Velle
- Jalil Lespert : Yaël Gonzales
- Éric Savin : le procureur
- Éric Naggar : maître Ferrault
- Philippe Canet : François Beck
- Danièle Ajoret : Madame Beck
- Daniel Znyk : le médecin-légiste
- Laurent Lafitte : le Basque
- Jean-Noël Brouté : le docteur Dubois
- Joël Dupuch : le conducteur du fourgon
- Martine Chevallier : Martine Laurentin
- Thierry Neuvic : Marc Bertaud
- Mika'ela Fisher : Zak
- François Bredon : Mouss
- Anne Marivin : la secrétaire d'Alexandre
- Maxim Nucci : Fred, assistant de Charlotte Bertaud
- Ludovic Bergery : le jeune policier
- Marie Martin : Margot, enfant
- Sara Martins : l'amie de Bruno
- Alexandra Mercouroff : la mère de Lucille
- Christian Carion : le père de Lucille
- Pierre-Benoist Varoclier : l'infirmier
- Karim Adda : le patient impatient
- Christophe Rossignon : le policier scientifique
- Marie-Antoinette Canet : la secrétaire de maitre Ferrault
- Françoise Bertin : Antoinette Levkowitch
- Andrée Damant : Simone
- Jérémie Covillault : le junkie du parking
- Arnaud Henriet : le technicien du SRPJ
- Albert Goldberg : Bartola
- Eva Saint-Paul : Madame Neuville
- Alain Attal : un passager à l'aéroport (non crédité)
- Harlan Coben : l'homme semblant suivre Alexandre à la gare (non crédité)

## Production

### Choix des interprètes
Le rôle d'Alexandre Beck marque clairement un tournant dans la carrière de François Cluzet. Dès le départ, Guillaume Canet l'a choisi pour interpréter ce film, mais le distributeur ne voulait pas de lui. Le réalisateur s'est dès lors tourné vers une autre société de distribution pour marquer sa confiance envers l'acteur.

### Lieux de tournage
Les scènes du film ont été tournées à :
- Paris[5] :
  - 1er arrondissement de Paris : restaurant Kong[6] (rue du Pont Neuf), porte du Jour, rue Saint-Honoré, rue du Pont-Neuf ;
  - 8e arrondissement de Paris : parc Monceau, place François-Ier, boulevard de Courcelles, hôtel Costes,
  - 10e arrondissement de Paris : rue du Faubourg du Temple,
  - 11e arrondissement de Paris : cité Griset (rue Griset),
  - 12e arrondissement de Paris : hôpital Rothschild,
  - 16e arrondissement de Paris : rue des Marronniers, rue des Vignes, bois de Boulogne (centre d'équitation L'étrier de Paris), théâtre Le Ranelagh,
  - 17e arrondissement de Paris : boulevard périphérique (Porte de Clichy),
  - 18e arrondissement de Paris : boulevard périphérique (Porte de Clignancourt), boulevard Ney, marché aux Puces, hôpital Bichat-Claude-Bernard,
- et en région parisienne[7] :
  - Seine-Saint-Denis : Neuilly-sur-Marne (Hôpital de Ville-Évrard) et Aubervilliers (Cité du pont Blanc, Cité Jules Vallès et rue Charles Tillon),
  - Aéroport de Paris-Charles-de-Gaulle
  - Yvelines : à Rambouillet et dans sa forêt[8], Adainville, Mantes-la-Jolie (centre hospitalier François Quesnay, boulevard Sully), Plaisir (Quartier des Gâtines), Saint-Léger-en-Yvelines (Lieu-dit « L'Archet »), Montfort-l'Amaury (Château de Groussay)

### Musique
La bande originale est composée par Matthieu Chedid et intègre notamment les chansons For Your Precious Love de Otis Redding, Lilac Wine de Jeff Buckley, With or Without You de U2 et Hands of Time de Groove Armada.

## Accueil

### Sortie
Le film est un succès en France avec plus de 3,1 millions de spectateurs.
Les données ci-dessous proviennent de l'Observatoire européen de l'audiovisuel, de l'IMDB et du site Internet Jpbox-office.com.
| Pays        | Date de sortie    | Société de distribution     | Box-office |
| ----------- | ----------------- | --------------------------- | ---------- |
| France      | 1er novembre 2006 | EuropaCorp Distribution     | 3 111 809  |
| Belgique    | 1er novembre 2006 | Victory Productions         | 90 874     |
| Luxembourg  | 1er novembre 2006 | Victory Productions         | 3 749      |
| Suisse      | 1er novembre 2006 | Monopole-Pathé              | 29 066     |
| Royaume-Uni | 15 juin 2007      | Revolver Entertainment (en) | 235 831    |
| Allemagne   | NC                | Universum Film AG           | NC         |
| Finlande    | 28 septembre 2007 | Future Film (en)            | 522        |
| Pays-Bas    | NC                | Film1 (en)                  | NC         |
| Italie      | NC                | Rai Movie                   | NC         |
| Norvège     | NC                | Nordisk Film Kino (no)      | 178        |
| Roumanie    | NC                | Studios Mediapro Pictures   | NC         |
| Australie   | NC                | Madman Entertainment        | NC         |
| Pologne     | 12 octobre 2007   | Best Film                   | 60 643     |
| Portugal    | 26 avril 2007     | ZON Lusomundo (pt)          | 13 651     |
| États-Unis  | 2 juillet 2008    | Music Box Films (en)        | 855 935    |
| Canada      | NC                | Les Films Séville           | NC         |

### Accueil critique
Sur l'agrégateur américain Rotten Tomatoes, le film récolte 94 % d'opinions favorables pour 117 critiques. Sur Metacritic, il obtient une note moyenne de 82⁄100 pour 30 critiques.
En France, le site Allociné propose une note moyenne de 3,3⁄5 à partir de l'interprétation de critiques provenant de 24 titres de presse.

## Distinctions
Prix et nominations du film :
- 32e cérémonie des Césars, décernés par l'Académie des arts et techniques du cinéma :
  - César du meilleur réalisateur pour Guillaume Canet
  - César du meilleur acteur pour François Cluzet
  - César de la meilleure musique pour -M-
  - César du meilleur montage pour Hervé de Luze
  - Nomination au César du meilleur film
  - Nomination au César du meilleur acteur dans un second rôle pour André Dussollier
  - Nomination au César de la meilleure adaptation pour Guillaume Canet et Philippe Lefèbvre
  - Nomination au César de la meilleure photographie pour Christophe Offenstein
  - Nomination au César du meilleur son pour Pierre Gamet, Jean Goudier et Gérard Lamps
- Étoiles d'or du cinéma français :
  - Étoile d'or du premier rôle masculin pour François Cluzet
  - Étoile d'or de la meilleure musique pour -M-
  - Nomination à l'Etoile d'Or du Réalisateur pour Guillaume Canet
  - Nomination à l'Etoile d'Or du Scénario pour Guillaume Canet et Philippe Lefèbvre
- 12e cérémonie des prix Lumières :
  - Prix Lumières du meilleur film
  - Prix du public mondial (aussi appelé Prix du Public TV5 Monde)
  - Nomination au prix du Meilleur acteur pour François Cluzet
  - Nomination au prix du Meilleur réalisateur pour Guillaume Canet
  - Nomination au prix du Meilleur scénario original ou adaptation pour Guillaume Canet et Philippe Lefèbvre
- Globes de Cristal 2007 :
  - Globe de Cristal du meilleur film pour Guillaume Canet
  - Globe de Cristal du meilleur acteur pour François Cluzet
- Prix Jacques-Deray du film policier français 2007 décerné par l'Institut Lumière
- Victoires de la musique 2007 : Victoire de l'album de musique originale de cinéma pour -M-
- Festival du film du Croisic 2006 :
  - Hublot d'Or de la Meilleure Adaptation pour Guillaume Canet
  - Nommé à la sélection du film de clôture

### Nominations
- Prix Jacques-Prévert du scénario 2007 : prix Jacques-Prévert de la meilleure adaptation pour Guillaume Canet et Philippe Lefèbvre.
- NRJ Ciné Awards 2007 : Le Frenchy de l'année pour François Cluzet.
- Forum International Cinéma & Littérature de Monaco 2007 :
  - prix du meilleur producteur d'une adaptation littéraire pour Alain Attal,
  - prix de la meilleure actrice dans une adaptation littéraire pour Marie-Josée Croze.

## Analyse

### Erreurs et incohérences
- Il est suggéré dans le film, que le groupe U2 aurait fait un concert à l'Olympia en 1995. Or U2 n'a jamais fait de concert à l'Olympia. La chanson entendue est la version originale de With or Without You à laquelle un effet de réverbération a été rajouté pour donner l'illusion d'un concert. Le nombre 1995 étant un mot de passe, il peut désigner aussi un projet de concert.

## Inspiration
Le film de Guillaume Canet est une adaptation d’un roman d’Harlan Coben, qui lui-même comporte des éléments d’intrigue du film Le Fugitif, mais avec un scénario considérablement enrichi. "Ne le dis à personne, deuxième film de Guillaume Canet, traduit déja en 2006 son attirance pour les intrigues travaillées.

## Autour du film
- Guillaume Canet joue dans le film un rôle de cavalier, il a donc été nécessaire de présenter des extraits vidéos de l'acteur à cheval afin d'approfondir son rôle. Il s'agit ici d'une compétition équestre. Par ailleurs, lors d'un concours hippique, le speaker mentionne le nom du cavalier Hervé de Luze. Hervé de Luze est le monteur du film.

### Remake
Un remake (ou un autre film adapté du même roman) américain a été un temps envisagé. C'est Ben Affleck qui était pressenti pour le réaliser.